# Eoschizodidae
Eoschizodidae zijn een uitgestorven familie van tweekleppigen uit de orde Trigonioida.

## Taxonomie
Het volgende geslacht is bij de familie ingedeeld:
- † Eoschizodus GCox, 1951